# Spengler Cup 2008
Der Spengler Cup 2008 (französisch Coupe Spengler 2008) war die 82. Auflage des gleichnamigen Wettbewerbs und fand vom 26. bis 31. Dezember 2008 im Schweizer Luftkurort Davos statt. Als Spielstätte fungierte die dortige Vaillant Arena. Insgesamt besuchten 70'159 Zuschauer die elf Turnierspiele, was einem Schnitt von 6'378 pro Partie entspricht.
Es siegte der HK Dynamo Moskau, der durch einen 5:3-Sieg im Finalspiel über den Titelverteidiger Team Canada das Turnier gewann. In der Qualifikation hatten die Kanadier die Partie noch deutlich mit 6:3 für sich entschieden. Für Dynamo Moskau war es der zweite Sieg am Spengler Cup überhaupt, nachdem das Team vor genau 25 Jahren – im Jahr 1983 – erstmals den Pokal gewonnen hatte.
Der Russe Dmitri Afanassenkow in Diensten des HK Dynamo Moskau war mit sieben Scorerpunkten, darunter vier Tore, erfolgreichster Akteur des Turniers.

## Modus
Die fünf teilnehmenden Teams spielten zunächst in einer Einfachrunde im Modus «jeder gegen jeden», so dass jede Mannschaft vier Spiele bestritt. Die beiden punktbesten Mannschaften nach Abschluss der zehn Qualifikationsspiele ermittelten schliesslich in einer zusätzlichen Partie den Turniersieger.

## Turnierverlauf

### Qualifikation
| 26. Dezember 2008 15:00 Uhr | HK Dynamo Moskau H. Rasin (11:26) M. Weinhandl (32:42) D. Afanassenkow (55:08) É. Landry (59:50) | 4:1 (1:0, 1:1, 2:0) Spielbericht | HC Davos S. Rizzi (30:59) | Vaillant Arena, Davos Zuschauer: 6'746 |

| 26. Dezember 2008 20:15 Uhr | Team Canada B. Isbister (28:52) M. DuPont (34:23) J.-G. Trudel (36:22) | 3:1 (0:0, 3:1, 0:0) Spielbericht | HC Energie Karlovy Vary L. Pech (32:46) | Vaillant Arena, Davos Zuschauer: 6'508 |

| 27. Dezember 2008 15:00 Uhr | HC Energie Karlovy Vary M. Dobroň (31:50) J. Řezníček (44:59) M. Melenovský (47:10) M. Zaťovič (47:59) F. Skladaný (57:10) | 5:2 (0:0, 1:1, 4:1) Spielbericht | ERC Ingolstadt D. Steiner (35:14) Y. Seidenberg (57:58) | Vaillant Arena, Davos Zuschauer: 6'668 |

| 27. Dezember 2008 20:15 Uhr | Team Canada J.-G. Trudel (27:28) M. Kariya (29:42) J. Kwiatkowski (38:34) S. Aubin (53:55) H. Domenichelli (59:22) | 5:6 n. P. (0:3, 3:1, 2:1, 0:0, 0:1) Spielbericht | HC Davos M. Sonnenberg (4:27) A. Ambühl (6:42) D. Wieser (12:39) M. Riesen (31:08) A. Ambühl (58:18) J. Pohl (PS) | Vaillant Arena, Davos Zuschauer: 6'746 |

| 28. Dezember 2008 15:00 Uhr | HC Davos A. Ambühl (9:11) A. Ambühl (21:34) R. von Arx (22:28) D. Wieser (56:07) | 4:1 (1:1, 2:0, 1:0) Spielbericht | HC Energie Karlovy Vary J. Košťál (16:27) | Vaillant Arena, Davos Zuschauer: 6'746 |

| 28. Dezember 2008 20:15 Uhr | ERC Ingolstadt M. Hinterstocker (9:11) D. Milroy (16:50) O. Setzinger (24:04) R. Lemm (36:31) | 4:7 (2:2, 2:4, 0:1) Spielbericht | HK Dynamo Moskau W. Jatschmenjow (3:58) A. Kaljuschny (19:55) D. Afanassenkow (21:36) É. Landry (22:46) D. Afanassenkow (23:39) É. Landry (28:56) M. Pestuschko (46:38) | Vaillant Arena, Davos Zuschauer: 5'563 |

| 29. Dezember 2008 15:00 Uhr | ERC Ingolstadt J. Holland (49:21) T. Draxinger (55:45) | 2:5 (0:2, 0:1, 2:1) Spielbericht | Team Canada R. Fata (14:41) J. Toms (18:11) D. Clarke (21:41) R. Robitaille (45:39) J. Toms (50:37) | Vaillant Arena, Davos Zuschauer: 5'714 |

| 29. Dezember 2008 20:15 Uhr | HC Energie Karlovy Vary R. Prošek (20:27) D. Zucker (34:41) J. Košťál (57:30) | 3:4 (0:2, 2:2, 1:0) Spielbericht | HK Dynamo Moskau D. Afanassenkow (1:57) P. Čajánek (13:37) H. Rasin (21:58) I. Neprjajew (31:09) | Vaillant Arena, Davos Zuschauer: 5'230 |

| 30. Dezember 2008 15:00 Uhr | HK Dynamo Moskau M. Weinhandl (33:25) I. Neprjajew (55:55) D. Schitikow (57:14) | 3:6 (0:2, 1:3, 2:1) Spielbericht | Team Canada J. Toms (3:31) J.-G. Trudel (7:53) J. Harrison (30:52) R. Jackman (34:10) M. Kariya (38:35) S. Aubin (42:08) | Vaillant Arena, Davos Zuschauer: 6'746 |

| 30. Dezember 2008 20:15 Uhr | HC Davos A. Ambühl (5:14) P. Tatíček (41:29) P. Tatíček (51:02) | 3:4 (1:1, 0:3, 2:0) Spielbericht | ERC Ingolstadt T. Greilinger (8:18) O. Setzinger (21:25) D. Ast (27:17) D. Steiner (39:27) | Vaillant Arena, Davos Zuschauer: 6'746 |

| Pl. |                         | Sp | S | OTN | N | Tore  | Punkte |
| --- | ----------------------- | -- | - | --- | - | ----- | ------ |
| 1.  | Team Canada             | 4  | 3 | 1   | 0 | 19:12 | 7      |
| 2.  | HK Dynamo Moskau        | 4  | 3 | 0   | 1 | 18:14 | 6      |
| 3.  | HC Davos                | 4  | 2 | 0   | 2 | 14:14 | 4      |
| 4.  | HC Energie Karlovy Vary | 4  | 1 | 0   | 3 | 10:13 | 2      |
| 5.  | ERC Ingolstadt          | 4  | 1 | 0   | 3 | 12:20 | 2      |

### Final
| 31. Dezember 2008 12:00 Uhr | Team Canada M. DuPont (39:18) H. Domenichelli (39:36) R. Robitaille (49:17) | 3:5 (0:1, 2:2, 1:2) Spielbericht | HK Dynamo Moskau P. Čajánek (9:16) P. Čajánek (28:24) I. Neprjajew (28:59) P. Čajánek (40:42) M. Pestuschko (57:13) | Vaillant Arena, Davos Zuschauer: 6'746 |

## All-Star-Team
| Angriff:      | Dmitri Afanassenkow – Serge Aubin – Andres Ambühl |
| Verteidigung: | Hennadij Rasin – Alexei Schitnik                  |
| Tor:          | Lukáš Mensator                                    |